# Fedor Černych
Fedor Černych (ros. Фёдор Иванович Черных, Fiodor Iwanowicz Czernych; ur. 21 maja 1991 w Moskwie) – litewski piłkarz rosyjskiego pochodzenia występujący na pozycji pomocnika w klubie FK Kauno Žalgiris  oraz w reprezentacji Litwy. Wychowanek Granitasa Wilno. W swojej karierze reprezentował także barwy Jagiellonii Białystok, Dniapra Mohylew, Naftana Nowopołock, Górnika Łęczna oraz Dinama Moskwa.

## Osiągnięcia

### Klubowe
Jagiellonia Białystok
- Wicemistrzostwo Polski (1): 2016/17

### Indywidualne
- Piłkarz roku na Litwie: 2016[1]